# Paul Erdős
Paul Erdős (ungerska Erdős Pál, uttal: ['ɛrdøːʃ 'paːl]), född 26 mars 1913 i Budapest, Ungern, död 20 september 1996 i Warszawa, Polen, var en ungersk matematiker och talteoretiker (se talteori), vars specialitet var primtalssatsen. Han forskade vidare inom bland annat kombinatorik, grafteori, matematisk analys, approximationsteori, mängdlära och sannolikhetslära.
Paul Erdős var en av sin tids mest produktiva matematiker och producerade totalt omkring 1500 matematiska uppsatser, vilket är fler än någon matematiker sedan Euler, och har (2023) enligt Google Scholar nästan 100 000 citeringar och ett h-index på 127. Paul Erdős var känd som en mycket excentrisk person, vilken helt och hållet levde för matematiken.
Erdős har givit upphov till Erdőstalet, som är ett sätt att ange hur "långt från" Erdős en person befinner sig i matematikersamhället.

## Biografi
Paul Erdős föddes i Budapest, Ungern den 26 mars 1913.Han var det enda överlevande barnet av Anna och Lajos Erdős (tidigare Engländer). Hans syskon dog innan han föddes, i åldrarna 3 och 5. Hans föräldrar var båda judiska matematiklärare. Hans intresse för matematik uppstod tidigt; då han var fyra år kunde han räkna i huvudet hur många sekunder en person med given ålder hade levt.
Erdős publicerade senare flera artiklar i Kömal om problem i elementär plangeometri.
År 1934, då han var 21 år, fick han doktorsgrad i matematik från Eötvös Loránduniversitetet. Erdős handledare var Lipót Fejér, som även var handledare till John von Neumann, George Pólya och Pál Turán.
En betydande del av hans familj, inkluderande hans far, dog i Budapest under förintelsen. Hans mor gömde sig och överlevde. Erdős befann sig denna tid i Amerika och arbetade vid Institute for Advanced Study.
Den 20 september 1996, då han var 83 år, fick Erdős en hjärtinfarkt och dog då han skulle delta i en konferens i Warszawa. Han gifte sig aldrig och hade inga barn. Han ligger begravd bredvid sina föräldrar i grav 17A-6-29 vid Kozma Utcai Temető i Budapest. För sitt epitafium föreslog han "Jag har äntligen slutat bli dummare." (På ungerska: "Végre nem butulok tovább").
Hans liv dokumenterades under hans livstid i filmen N Is a Number: A Portrait of Paul Erdős (1993), och senare postumt i boken The Man Who Loved Only Numbers (1998).
Erdős namn innehåller den ungerska bokstaven "ő" ("o" med dubbel akut accent), som ofta inkorrekt skrivs Erdos eller Erdös, antingen "av misstag eller av typografisk nödvändighet".